# RNase A
 (juin 2019).
Si vous disposez d'ouvrages ou d'articles de référence ou si vous connaissez des sites web de qualité traitant du thème abordé ici, merci de compléter l'article en donnant les références utiles à sa vérifiabilité et en les liant à la section « Notes et références ».
La RNase A est une endoribonucléase qui clive l’ARNm simple brin non hybride au niveau de l’extrémité 3'.
La RNase A (RNase pancréatique bovine) est le membre fondateur d'une vaste famille de protéines divergentes qui partagent des éléments spécifiques d'homologie de séquence, une structure tertiaire unique à liaison disulfure et la capacité d'hydrolyser l'ARN polymère. Plusieurs RNases de la famille RNase A sont hautement cationiques et ont des propriétés cytotoxiques et bactéricides qui sont clairement ou probablement indépendantes de leur activité enzymatique.